# José María Sáenz
José María Sáenz del Campo fue un militar y político ecuatoriano que participó en la Independencia de Quito y en la Revolución de los Chihuahuas, donde poco después sería asesinado en uno de sus intentos por desestabilizar al gobierno de Juan José Flores.

## Bibliografía

La batalla de Pichincha, ultima batalla en la independencia por Quito.

## República y muerte
La repentina muerte de Bolívar hizo que la mermada Gran Colombia se disolviera en tres estados, del cual Sáenz se unió a Ecuador, que estaba bajo el gobierno del general venezolano Juan José Flores por lo que fue la oposición de Flores, esto cayó más cuando hizo amistad con Hall, Zaldumbide, Moncayo, Ascázubi y otros, fue uno de los fundadores de la Sociedad «El Quiteño Libre», establecida en 1833 y de la que fue Presidente.
Flores atacó a los miembros de esta organización la noche 19 de octubre, del cual todos los miembros fueron masacrados y asesinados -a excepción de Sáenz, Matheu y unos cuanto más escaparon a territorio colombiano. se puso en contacto con los generales José Hilario López y José María Obando, que le ayudaron con voluntarios, pertrechos y municiones.
Atacó el 20 de abril a las fuerzas del general Antonio Martínez Pallares, pero el general estaba un paso más del general Sáenz, por lo que este lo atacó por la noche y lo rodeó, el general comprendiendo que todo estaba perdido, se rindió a lo que poco tiempo después lo mató un coronel de apellido Cárdenas; mientras tanto su hermana Manuela Sáenz, fue obligada a salir al destierro al puerto peruano de Paita al considerar que era un peligro para la  tranquilidad del Ecuador, pues se  creía que retornaba al país a vengar la muerte de su hermano.